# Carol Baumgartner
Carol Baumgartner (Brusque, 1 de novembro de 1989) é uma modelo brasileira, eleita Miss Brasil USA 2010.

## Biografia
Foi em Brusque que Carol começou seus primeiros trabalhos como modelo, com apenas 14 anos de idade. Em 2009 mudou-se para Nova York, onde reside atualmente, para participar de uma programa de intercâmbio e estudo chamado Au Pair. Matriculou-se na faculdade de jornalismo e continuou a modelar, participando de vários eventos e desfiles, tais como o New York Fashion Week.

## Miss Brasil USA
Representando Manhattan, Carol competiu com mais de 46 brasileiras vindas de vários estados norte-americanos. O concurso foi realizado no dia 20 de Novembro de 2010 no Newark Symphony Hall, em New Jersey.

### Caridade
A modelo doou parte do prêmio (carro O km) que ganhou no concurso para entidades beneficentes em prol de crianças órfãs. Em 2011, Carol teve como meta dedicar maior parte do seu reinado como miss ajudando os eventos de caridade.